# Aileen Baviera
Aileen San Pablo-Baviera (Manila, 26 agosto 1959 – Manila, 21 marzo 2020) è stata una politologa e sinologa filippina, una dei maggiori esperti di Cina nel suo paese .

## Biografia
Nell'ottobre 1979, Baviera conseguì la laurea in Scienze del Servizio Estero, con lode, presso l'Università delle Filippine. Inoltre, trascorse un po' di tempo all'Università di Pechino dove, come studentessa di storia cinese moderna, le fu permesso di fare ricerche in Cina per la prima volta dal 1981 al 1983. Imparò il mandarino, partecipò alle proteste di Piazza Tiananmen, ottenne un diploma presso l'Istituto linguistico di Pechino e viaggiò nel nord e nell'ovest del paese. Nel 1987, Baviera conseguì un Master of Arts in studi asiatici, specializzandosi in Cina e Asia orientale. Il dottorato in scienze politiche seguì nel 2003. Prima di vivere in Cina, era di sinistra, ma durante la sua permanenza nel Paese  "ha imparato a riconoscere ed evitare la superficialità della propaganda politica quando la vedevo, tanto quella di Mao quanto quella di Ferdinand Marcos".
Dal 1980 al 1986 lavorò come ricercatrice e formatrice presso l'Istituto per i Servizi Esteri del Dipartimento di Stato. Fino al 1990 insegnò  alla Facoltà di Scienze Politiche dell'Università delle Filippine e poi fino al 1993 come coordinatrice della ricerca presso il Philippine-China Development Resource Center. Dal giugno 1993 al maggio 1998, Baviera fu a capo del Centro per le relazioni internazionali e gli studi strategici del Foreign Service Institute e insegnò parallelamente dal 1996 al 1997 presso la Facoltà di Scienze Politiche dell'Università Ateneo de Manila.
Dal giugno 1998 al dicembre 2001, Baviera fu direttrice esecutiva del Centro risorse per lo sviluppo filippino-cinese e contemporaneamente fino al giugno 2005 professore associato presso il Centro asiatico dell'Università delle Filippine. Dal settembre 2003 all'ottobre 2009 fu anche Preside del Centro Asiatico, al luglio 2005 professore ordinario e dal luglio 2010 capo redattore per Asian Politics & Policy della Policy Studies Organization di Washington. In seguito è stata presidente e amministratore delegato della Asia Pacific Pathways to Progress Foundation. Oltre ai suoi contributi accademici, fece parte del comitato consultivo della Marina filippina.

### Morte
La mattina del 21 marzo 2020, Baviera morì a 60 anni di età di polmonite causata dal COVID-19 all'ospedale San Lazaro di Manila. Contrasse la malattia il 12 marzo, quando tornò dopo aver partecipato a una conferenza sulla sicurezza a Parigi, in Francia. Era uno dei due delegati filippini, l'altro era Alan T. Ortiz. Entrambi furono esposti alla malattia durante la conferenza e in seguito ne morirono.
Era la vedova di Jorge Villegas Baviera, morto nel 2018, ed ebbe tre figli.

## Opere (selezione)
- (EN) Contemporary Political Attitudes and Behavior of the Chinese in Metro Manila, 1994.
- (EN) Regional Security in East Asia: Challenges to Cooperation and Community Building, Quezon City, UP Asian Center, 2008.
- (EN) The Influence of Domestic Politics on Philippine Foreign Policy: The Case of Philippines-China Relations since 2004, in RSIS Working Paper, n. 241, 2011.
- (EN) Perspectives on Joint Development in the South China Sea. A Preliminary Analysis, in Chinese Studies Journal, vol. 10, 2013,  pp. 195-213.
- (EN) Filipino Media and Public Opinion on the Philippines-China Disputes in the South China Sea: A Preliminary Analysis, in Chinese Studies Journal, vol. 10, 2013,  pp. 132-171.
- (EN) Emerging Asian Communities in Contemporary Philippines, in Asian Studies: Journal of Critical Perspectives on Asia, vol. 51, n. 1, 2015.
- (EN) Defining the National Territory: Security and Foreign Relations Dimensions, in Public Policy, vol. 12-13, 2015,  pp. 21-54.
- (EN) China's Strategic Foreign Initiatives Under Xi Jinping: An ASEAN Perspective, in China Quarterly of International Strategic Studies, vol. 2, n. 1, 2016.
- (EN) Territorial and Maritime Disputes in the West Philippine Sea: Foreign Policy Choices and their Impact on Domestic Stakeholders, in Public Policy, vol. 15, n. 2, 2016,  pp. 12-49.
- (EN) =Will the Real China Please Stand Up? A Southeast Asian Perspective on China’s Growing Power and Influence, in Gaiko (Diplomacy), vol. 46, 2017,  pp. 43-49.